# Ed Levinson
Pour les articles homonymes, voir Levinson.
Edward Levinson (2 mars 1898 - 26 décembre 1981) était un criminel et un opérateur de jeux d’argent américain.

## Biographie
Il a grandi à Chicago, dans l’Illinois, puis a rejoint la pègre à Detroit, dans le Michigan, dans les années 1920 et est devenu un associé de Meyer Lansky,. Levinson et ses frères ont déménagé à Newport, dans le Kentucky, dans les années 1930, où ils ont dominé le jeu illégal. Dans les années 1940, il a déménagé à Miami, puis en 1952 à Las Vegas, où il est devenu copropriétaire et exploitant de divers hôtels et casinos légitimes. Pendant plusieurs années, il a dirigé le Fremont Hotel and Casino. Des enregistrements illégaux du FBI semblaient montrer que Levinson était impliqué dans le blanchiment d'argent en faveur de partenaires cachés de la pègre. Dans les années 1960, il s’implique dans des entreprises dans lesquelles il est associé à des politiciens de haut rang du Parti démocrate.